# Liste der Kantone im Département Hautes-Pyrénées
Das Département Hautes-Pyrénées liegt in der Region Okzitanien in Frankreich. Es untergliedert sich in drei Arrondissements mit 17 Kantonen (französisch cantons).
Siehe auch: Liste der Gemeinden im Département Hautes-Pyrénées

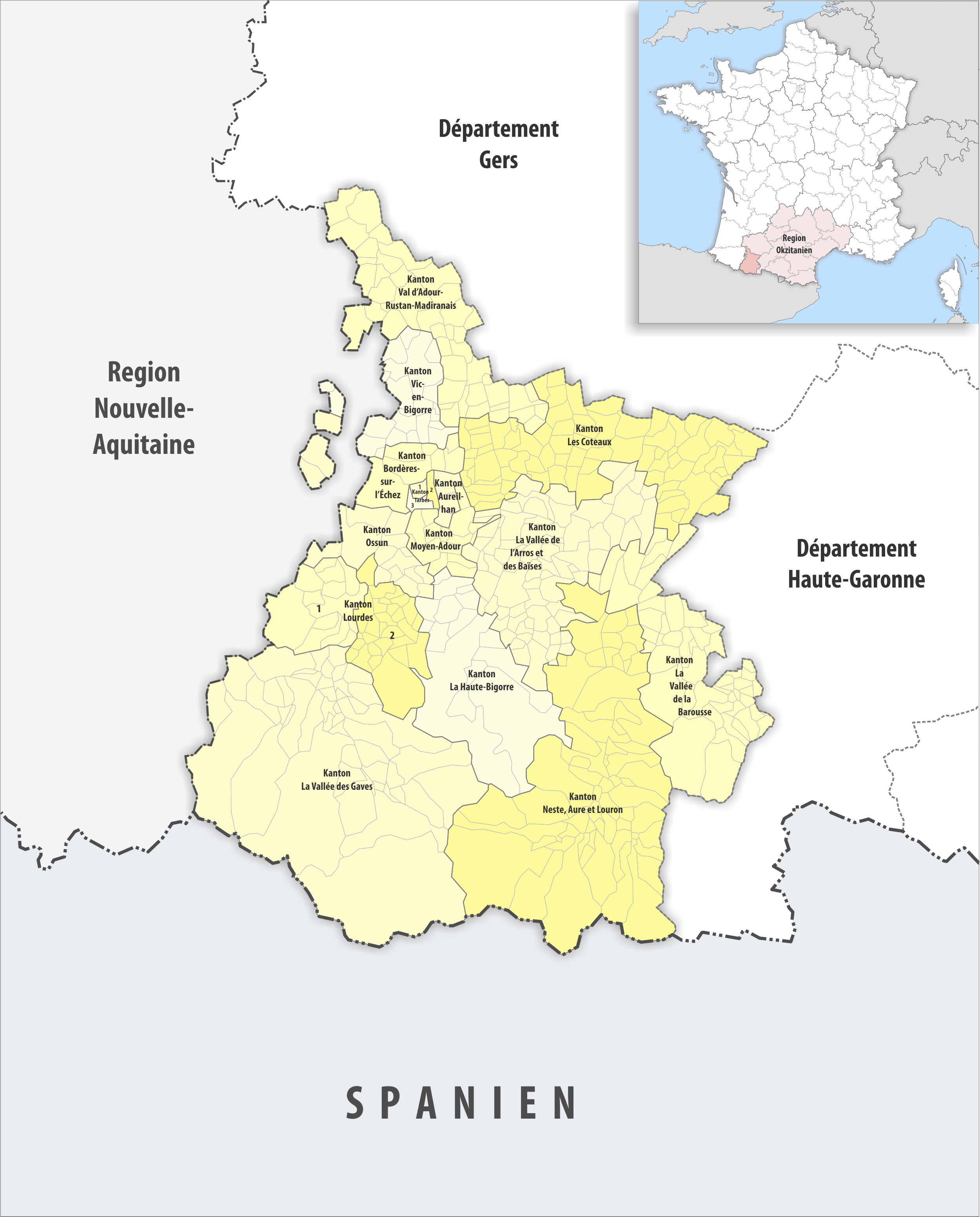
Gemeinden und Kantone im Département Hautes-Pyrénées

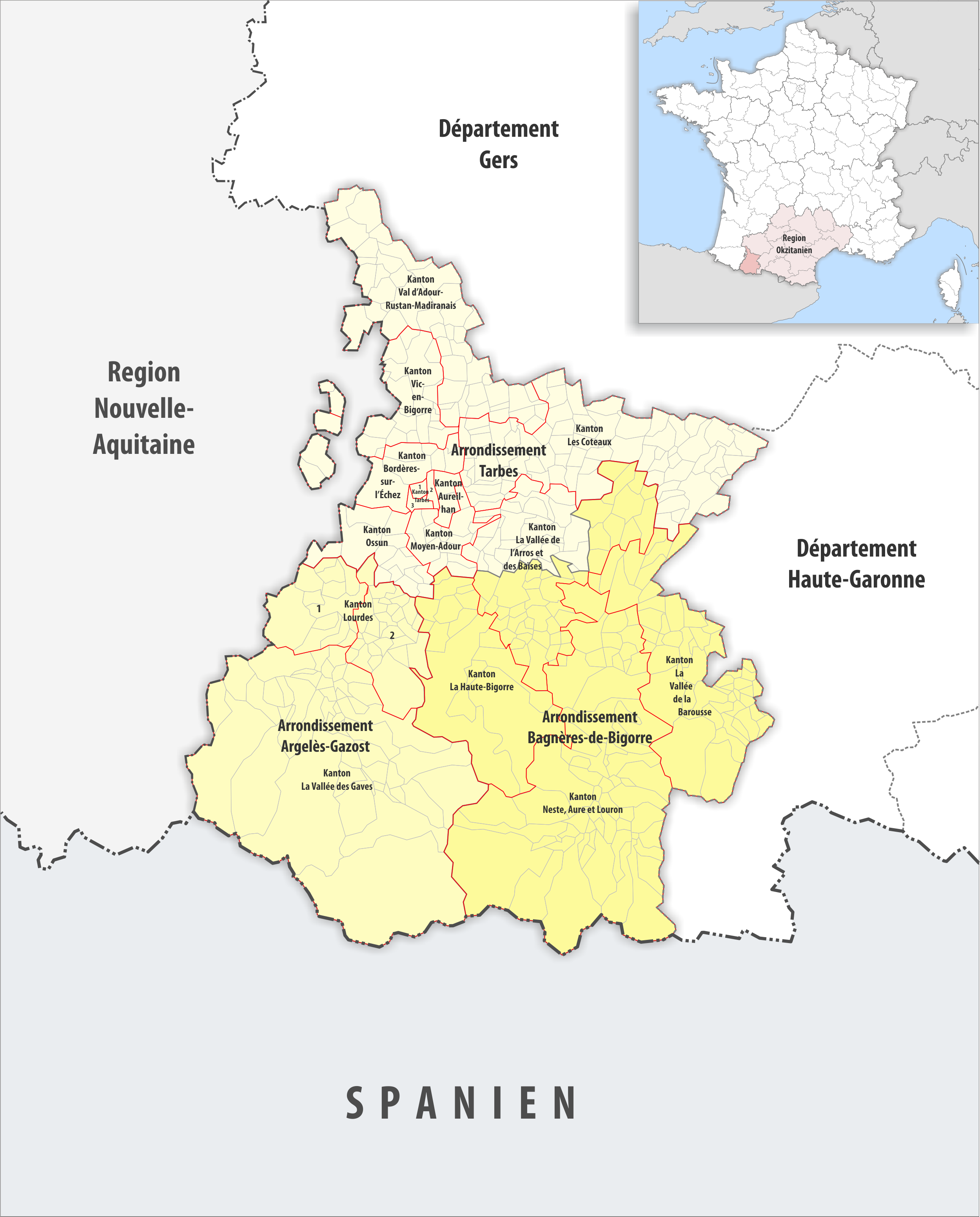
Gemeinden, Arrondissemente und Kantone im Département Hautes-Pyrénées

| Kanton                             | Gemeinden | Einwohner 1. Januar 2022 | Fläche km² | Dichte Einw./km² | Code INSEE | Arrondissement(e)           |
| ---------------------------------- | --------- | ------------------------ | ---------- | ---------------- | ---------- | --------------------------- |
| Aureilhan                          | 3         | 16.235                   | 19,63      | 827              | 6501       | Tarbes                      |
| Bordères-sur-l’Échez               | 7         | 14.527                   | 79,70      | 182              | 6502       | Tarbes                      |
| Les Coteaux                        | 77        | 11.782                   | 442,34     | 27               | 6503       | Tarbes                      |
| La Haute-Bigorre                   | 14        | 14.717                   | 330,72     | 44               | 6504       | Bagnères-de-Bigorre         |
| Lourdes-1                          | 11 1⁄2    | 11.408                   | 128,65     | 89               | 6505       | Argelès-Gazost              |
| Lourdes-2                          | 27 1⁄2    | 10.732                   | 143,61     | 75               | 6506       | Argelès-Gazost              |
| Moyen-Adour                        | 15        | 15.036                   | 71,36      | 211              | 6507       | Tarbes                      |
| Neste, Aure et Louron              | 61        | 12.308                   | 822,40     | 15               | 6508       | Bagnères-de-Bigorre         |
| Ossun                              | 17        | 13.321                   | 139,66     | 95               | 6509       | Tarbes                      |
| Tarbes-1                           | 1⁄3       | 14.040                   | 3,86       | 3.637            | 6510       | Tarbes                      |
| Tarbes-2                           | 1⁄3       | 14.818                   | 5,10       | 2.905            | 6511       | Tarbes                      |
| Tarbes-3                           | 1⁄3       | 15.671                   | 6,37       | 2.460            | 6512       | Tarbes                      |
| Val d’Adour-Rustan-Madiranais      | 43        | 11.817                   | 325,28     | 36               | 6513       | Tarbes                      |
| La Vallée de l’Arros et des Baïses | 70        | 12.184                   | 399,10     | 31               | 6514       | Bagnères-de-Bigorre, Tarbes |
| La Vallée de la Barousse           | 52        | 15.422                   | 382,51     | 40               | 6515       | Bagnères-de-Bigorre         |
| La Vallée des Gaves                | 48        | 15.309                   | 1.027,97   | 15               | 6516       | Argelès-Gazost              |
| Vic-en-Bigorre                     | 22        | 12.126                   | 135,78     | 89               | 6517       | Tarbes                      |
| Département Hautes-Pyrénées        | 469       | 231.453                  | 4.464,04   | 52               | 65         | –                           |

## Liste ehemaliger Kantone
Bis zum Neuzuschnitt der französischen Kantone im März 2015 war das Département Hautes-Pyrénées wie folgt in 34 Kantone unterteilt:
| Arrondissement      | Kantone |
| ------------------- | --- |
| Argelès-Gazost      | Argelès-Gazost, Aucun, Lourdes-Est, Lourdes-Ouest, Luz-Saint-Sauveur, Saint-Pé-de-Bigorre |
| Bagnères-de-Bigorre | Arreau, Bagnères-de-Bigorre, La Barthe-de-Neste, Bordères-Louron, Campan, Lannemezan, Mauléon-Barousse, Saint-Laurent-de-Neste, Vielle-Aure |
| Tarbes              | Aureilhan, Bordères-sur-l’Échez, Castelnau-Magnoac, Castelnau-Rivière-Basse, Galan, Laloubère, Maubourguet, Ossun, Pouyastruc, Rabastens-de-Bigorre, Séméac, Tarbes-1, Tarbes-2, Tarbes-3, Tarbes-4, Tarbes-5, Tournay, Trie-sur-Baïse, Vic-en-Bigorre |